# 아후 타하이

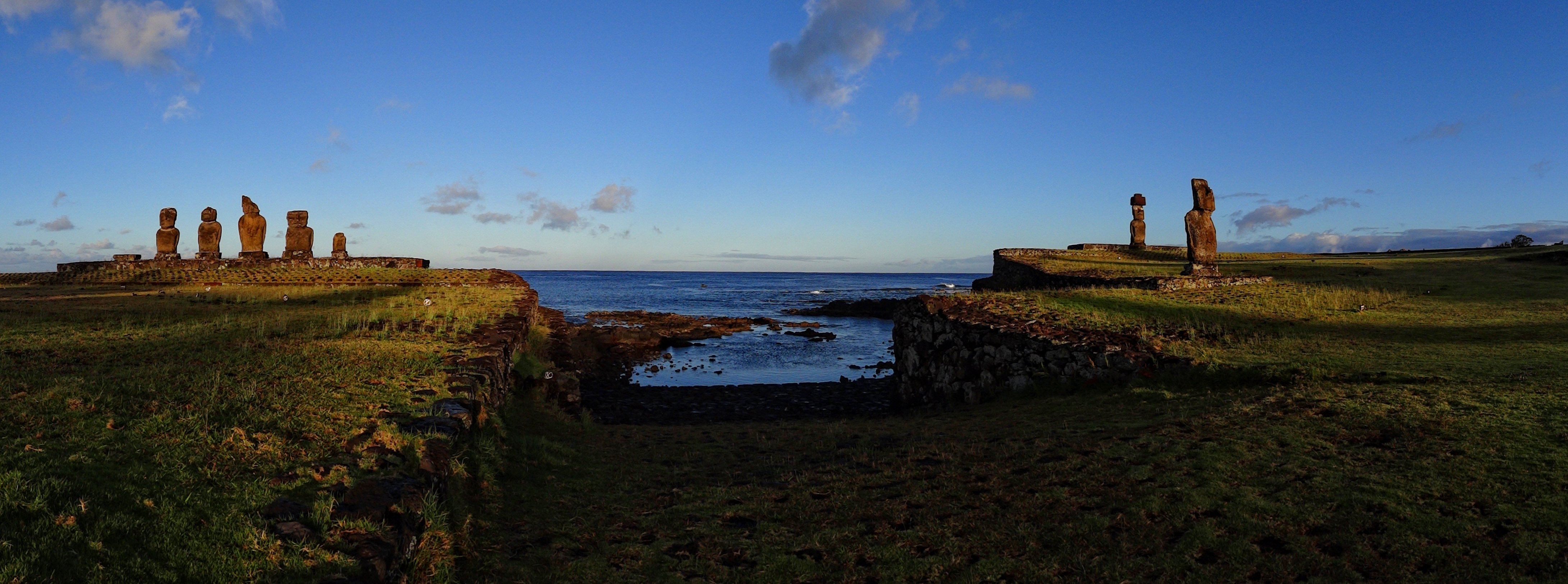

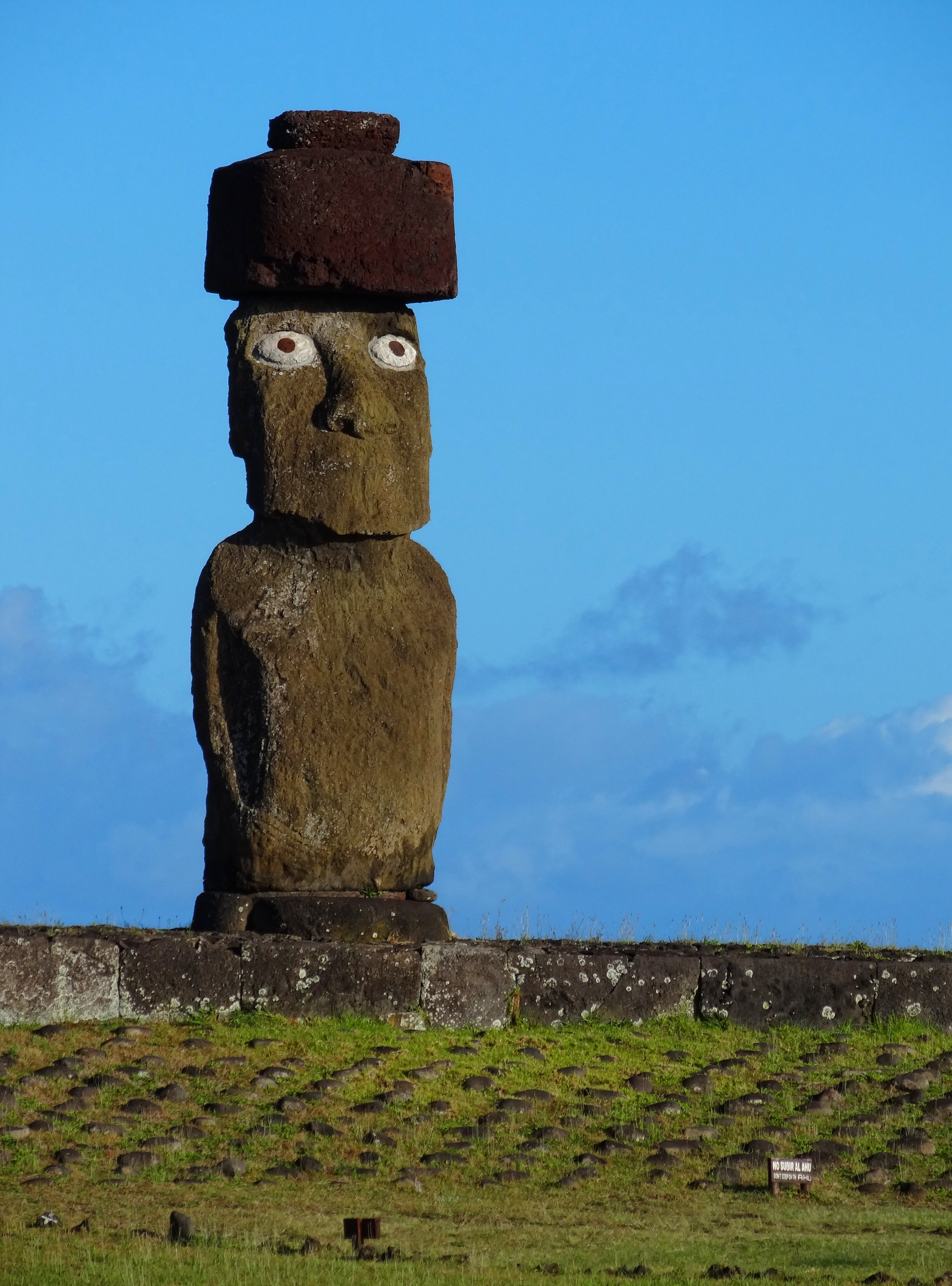

아후 타하이(Ahu Tahai, Tahai Ceremonial Complex)는 칠레의 이스터섬의 유적지이다.
1960년에 아키비아후(제단) 위에 복원해 놓은 7개의 석상들을 볼 수 있다. 이 섬의 주민들은 석상을 세우는 것을 둘러싸고 씨족들간에 치열한 경쟁을 벌였는데 이 거대한 석상들이 모아이다. 7개의 모아이는 각각 그 크기와 모양이 달라서 뚜렷한 개성을 나타내고 있는데, 석양이 질 때 경치가 가장 아름답다.